# Чокангака-кха
Чхокангака-кха (дзонг-кэ ཁྱོད་ཅ་ང་ཅ་ཁ་) или Чхокангака —  южнотибетский язык, на котором говорят около 20,000 человек, в основном в восточном Бутане, в дзонгхагах Лхунце и Монгар.

## Чхокангака-кха и Дзонгха
Чхокангака-кха — «родственный язык» языку дзонгха.
Любопытно, что на самом близком к дзонгха языке в королевстве говорят на востоке страны, вдоль реки Куру-Чу, и он представляет собой древний нгалоп  айнвандерунг на востоке. [...] Чхо-ка-нга-ка более консервативен в произношении многих слов, чем дзонгха [.]